# Masuda Kosaku
Kosaku Masuda (sinh ngày 30 tháng 4 năm 1976) là một cầu thủ bóng đá người Nhật Bản.

## Sự nghiệp câu lạc bộ
Kosaku Masuda đã từng chơi cho Verdy Kawasaki và Yokohama FC.